# Jellystone!
Jellystone! es una serie de comedia de televisión animada estadounidense desarrollada por C. H. Greenblatt para HBO Max. La serie es producida por Warner Bros. Animation y presenta versiones reinventadas de varios personajes de Hanna-Barbera. Se estrenó el 29 de julio de 2021.
Jellystone! es la primera serie que presenta muchos de los personajes característicos de Hanna-Barbera (como el Oso Yogi y Huckleberry Hound) desde Yo Yogi! de 1991, la primera producción desde el cierre de los estudios Hanna-Barbera y Ruby-Spears, y también la primera serie de televisión que los presenta sin los fundadores de los respectivos estudios William Hanna, Joseph Barbera, Joe Ruby y Ken Spears, fallecidos en 2001, 2006 y 2020 respectivamente.
La primera temporada constaba de 21 episodios y la mayoría de los episodios se combinaban en pares, pero se produjo como episodios separados de 11 minutos, incluido el episodio de Halloween "Spell Book". La segunda temporada se estrenó el 17 de marzo de 2022. El 2 de marzo de 2022, se anunció que se renovó por 40 episodios adicionales. También habrá un especial de dos partes que incluirá cameos de personajes de Cartoon Network.

## Personajes
En contraste con los medios anteriores de Hanna-Barbera, algunos de los personajes masculinos establecidos ahora son femeninos en la serie en aras del equilibrio de género; estos incluyen a Canito, Mandibulín, la mitad de la pandilla de Don Gato, Manotas y Loopy De Loop.

## Producción
Jellystone! es desarrollada por C.H. Greenblatt, el creador de Chowder, para Cartoon Network, y Harvey Beaks, para Nickelodeon.
La producción de Jellystone! inició en enero de 2020. Entre el equipo creativo de la serie estaban la directora de Unikitty, Careen Ingle, y la ex escritora y artista de storyboards de Harvey Beaks, Hannah Ayoubi. A su vez, Greenblatt se desempeña como productor ejecutivo junto con Sam Register, creador de Hi Hi Puffy AmiYumi y El Show de los Looney Tunes, y actual presidente de Warner Bros. Animation, Cartoon Network Studios y Hanna-Barbera Studios Europe.
La serie es producida en Warner Bros. Animation, y a diferencia de las dos series anteriores de Greenblatt que eran dibujadas a mano, Jellystone! es animada con Adobe Animate.
La serie se estrenó el 29 de julio de 2021 en HBO Max (ahora Max) con el sello "Max Original".
Antes del estreno de la segunda temporada, WarnerMedia renovó la serie para una tercera temporada, ordenando 40 episodios más de la serie. La segunda temporada fue estrenada el 17 de marzo de 2022.
La tercera temporada fue estrenada el 22 de febrero de 2024 en Max.
Adicionalmente, se confirmó un especial crossover con varios personajes de Cartoon Network, el cual servirá como final de la tercera temporada de la serie.
El 26 de julio de 2024, Greenblatt publicó en su cuenta de Instagram el póster oficial del especial, el cual lleva por nombre "Cartoon Network VS. Jellystone!: Crisis on Infinite Mirths", título el cual parodia a la serie de cómics "Crisis on Infinite Earths" de DC Comics. Mediante respuestas a los usuarios que comentaron en su publicación confirmó que el episodio contaría con cameos de personajes de varias series de Cartoon Network estrenadas entre la década de los 90 a principios de la década de 2010. Se confirmó la aparición de personajes de El Laboratorio de Dexter, Johnny Bravo, La Vaca y el Pollito, Soy la Comadreja, Las Chicas Superpoderosas, Ed, Edd y Eddy, Coraje, el perro cobarde, El Escuadrón del Tiempo, Samurai Jack, Jones, el Robot, KND: Los Chicos del Barrio, Las Sombrías Aventuras de Billy y Mandy, Malo con Carne, Mansión Foster para amigos imaginarios, El Campamento de Lazlo, Mi Compañero de Clase es un Mono, Ben 10, Niño Ardilla, Chowder, Las Maravillosas desventuras de Flapjack, Hora de Aventura y Un Show Más. De entre las personas detrás de la producción del episodio se encuentra Maxwell Atoms, creador de Las sombrías aventuras de Billy y Mandy y Malo con Carne (y supervisor de la producción de Jellystone!), así como Dodge Greenley, creador del popular cortometraje Pibby de Adult Swim, quien trabajó en el storyboard del episodio.
El 28 de julio de 2024, en la San Diego Comic-Con 2024, se proyectó el episodio a los presentes en el panel de Jellystone, donde se confirmó que el episodio se estrenará en Max durante la temporada de otoño del presente año.

## Lanzamiento
La serie se estrenó en los Estados Unidos el 29 de julio de 2021 en la plataforma de streaming HBO Max. (ahora Max)
En Latinoamérica el estreno de la serie fue postergado en reiteradas ocasiones. Finalmente la serie fue estrenada en Latinoamérica tanto en HBO Max como en Cartoon Network el 10 de diciembre de 2021.
La segunda temporada de la serie se estrenó el 17 de marzo de 2022 en Estados Unidos, mientras que en Latinoamérica se estrenó el 18 de marzo de 2022.
La primera parte de la tercera temporada de la serie fue estrenada simultáneamente en Estados Unidos y Latinoamérica el 22 de febrero de 2024 a través de Max.
La segunda parte de la tercera temporada fue estrenada el 6 de marzo de 2025.

## Episodios

### Temporada 3 (2024)
| No. serie | No. temp. | Título                          | Estreno Original      | Estreno Latinoamérica                                 | Cód. Prod. |
| --------- | --------- | ------------------------------- | --------------------- | ----------------------------------------------------- | ---------- |
| 41        | 1         | «TBA» «Meet the Jetsons»        | 22 de febrero de 2024 | 22 de febrero de 2024 (Max)23 de febrero de 2024 (CN) | 301        |
| 42        | 2         | «TBA» «Disco Fever»             | 22 de febrero de 2024 | 22 de febrero de 2024 (Max)27 de febrero de 2024 (CN) | 302        |
| 43        | 3         | «TBA» «Cindy vs. Noodle Arms»   | 22 de febrero de 2024 | 22 de febrero de 2024 (Max)28 de febrero de 2024 (CN) | 303        |
| 44        | 4         | «TBA» «Hot Guys, Cold Turkey»   | 22 de febrero de 2024 | 22 de febrero de 2024 (Max)29 de febrero de 2024 (CN) | 304        |
| 45        | 5         | «TBA» «Lotions 11»              | 22 de febrero de 2024 | 22 de febrero de 2024 (Max)1 de marzo de 2024 (CN)    | 305        |
| 46        | 6         | «TBA» «LAFF Games»              | 22 de febrero de 2024 | 22 de febrero de 2024 (Max)4 de marzo de 2024 (CN)    | 306        |
| 47        | 7         | «TBA» «Frankenhooky»            | 22 de febrero de 2024 | 22 de febrero de 2024 (Max)5 de marzo de 2024 (CN)    | 307        |
| 48        | 8         | «TBA» «Girl, You My Friend!»    | 22 de febrero de 2024 | 22 de febrero de 2024 (Max)6 de marzo de 2024 (CN)    | 308        |
| 49        | 9         | «TBA» «Jellystone Noir»         | 22 de febrero de 2024 | 22 de febrero de 2024 (Max)7 de marzo de 2024 (CN)    | 309        |
| 50        | 10        | «TBA» «Vote Raspberry»          | 22 de febrero de 2024 | 22 de febrero de 2024 (Max)8 de marzo de 2024 (CN)    | 310        |
| 51        | 11        | «TBA» «Collection Protection»   | 22 de febrero de 2024 | 22 de febrero de 2024 (Max)1 de abril de 2024 (CN)    | 311        |
| 52        | 12        | «TBA» «Mummy Knows Best»        | 22 de febrero de 2024 | 22 de febrero de 2024 (Max)2 de abril de 2024 (CN)    | 312        |
| 53        | 13        | «TBA» «Augie-Mented Reality»    | 22 de febrero de 2024 | 22 de febrero de 2024 (Max)3 de abril de 2024 (CN)    | 313        |
| 54        | 14        | «Espacio Con» «Space Con»       | 22 de febrero de 2024 | 22 de febrero de 2024 (Max)4 de abril de 2024 (CN)    | 314        |
| 55        | 15        | «Sha-Zogi» «Sha-Zogi»           | 22 de febrero de 2024 | 22 de febrero de 2024 (Max)5 de abril de 2024 (CN)    | 315        |
| 55        | 16        | «TBA» «Lil' Honk Honks»         | 22 de febrero de 2024 | 22 de febrero de 2024 (Max)6 de mayo de 2024 (CN)     | 316        |
| 55        | 17        | «¡Parranda épica!» «Epic Rager» | 22 de febrero de 2024 | 22 de febrero de 2024 (Max)7 de mayo de 2024 (CN)     | 316        |